# Католический университет Лувена (Лувен-ла-Нёв)
Католический университет Лувена (фр. Université catholique de Louvain, UCL, UCLouvain) — университет в бельгийском городе Лувен-ла-Нёв. Преподавание ведётся на французском языке. Основан в 1970 году одновременно с университетом в Лёвене, в котором преподавание ведётся на нидерландском языке, на базе университета, основанного в 1425 году в Лёвене.
В 1969 году после студенческих протестов, при премьер-министре Гастоне Эйскенсе университет в Лёвене был реорганизован в нидерландско- и франкоязычные отделения. В 1970 году университет был разделён на две независимые организации. 
Университет финансируется французским сообществом Бельгии.

## Кампус в Лувен-ла-Нёв
Для кампуса франкоязычного университета построен город Лувен-ла-Нёв в 24 км к юго-западу от Лёвена. В 1972 году открыт университет в Лувен-ла-Нёв. В 1975 году открыта железнодорожная станция, используемая поездами окружной экспресс-сети.

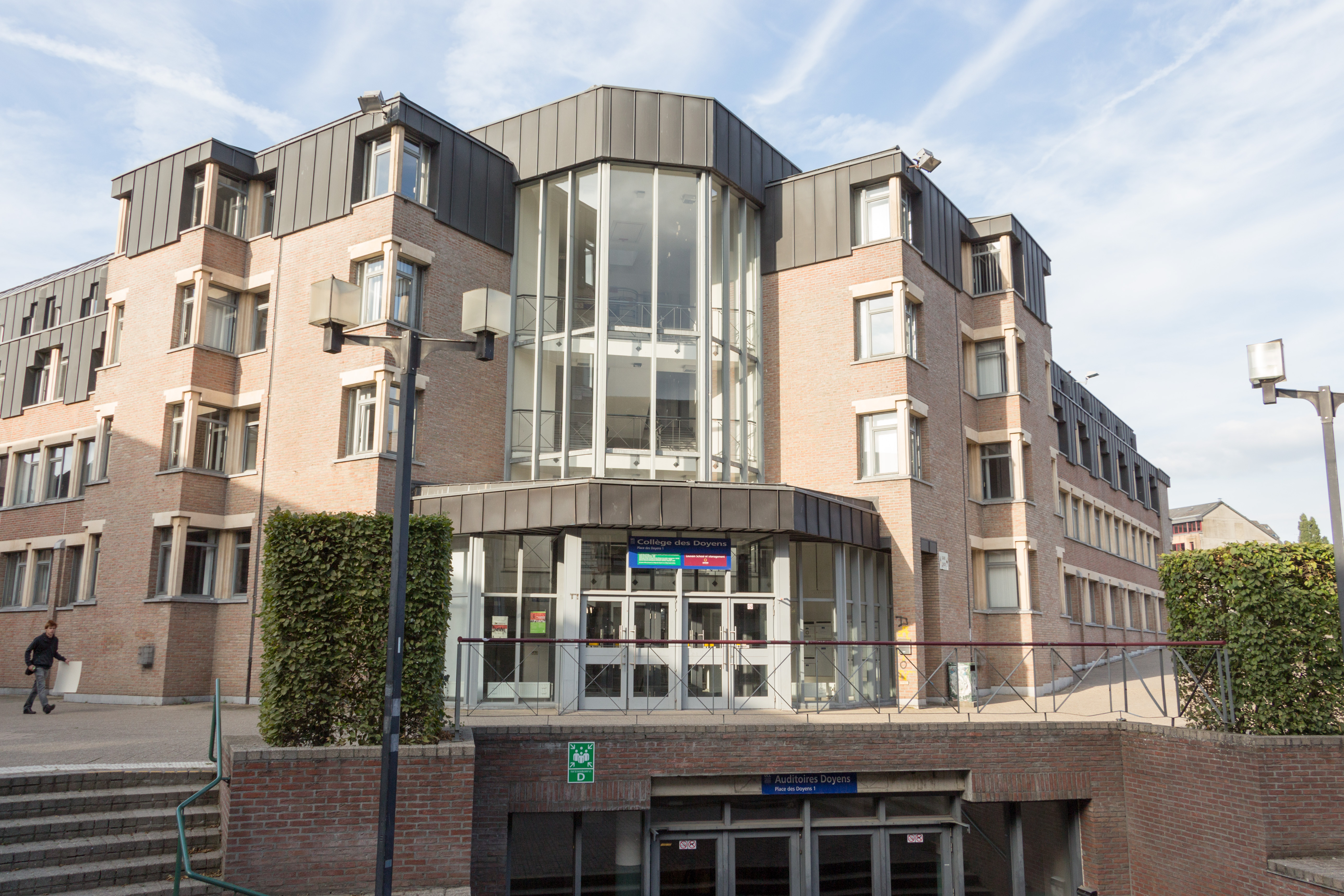
Здание Лувенская школа менеджмента

В 2005 году создана Лувенская школа менеджмента Католического университета Лувена, в 2008 году — Политехническая школа.

## Кампус в Волюве
В 1974 году открыт кампус университета в Волюве-Сен-Ламбер, в котором находятся факультеты наук о здоровье и Университетская больница Сен-Люка.

## Кампус Сен-Луи
В 2023 году произошло слияние Католического университета Лувена и Университета Сен-Луи в Брюсселе.

## Кампус в Сен-Жиле

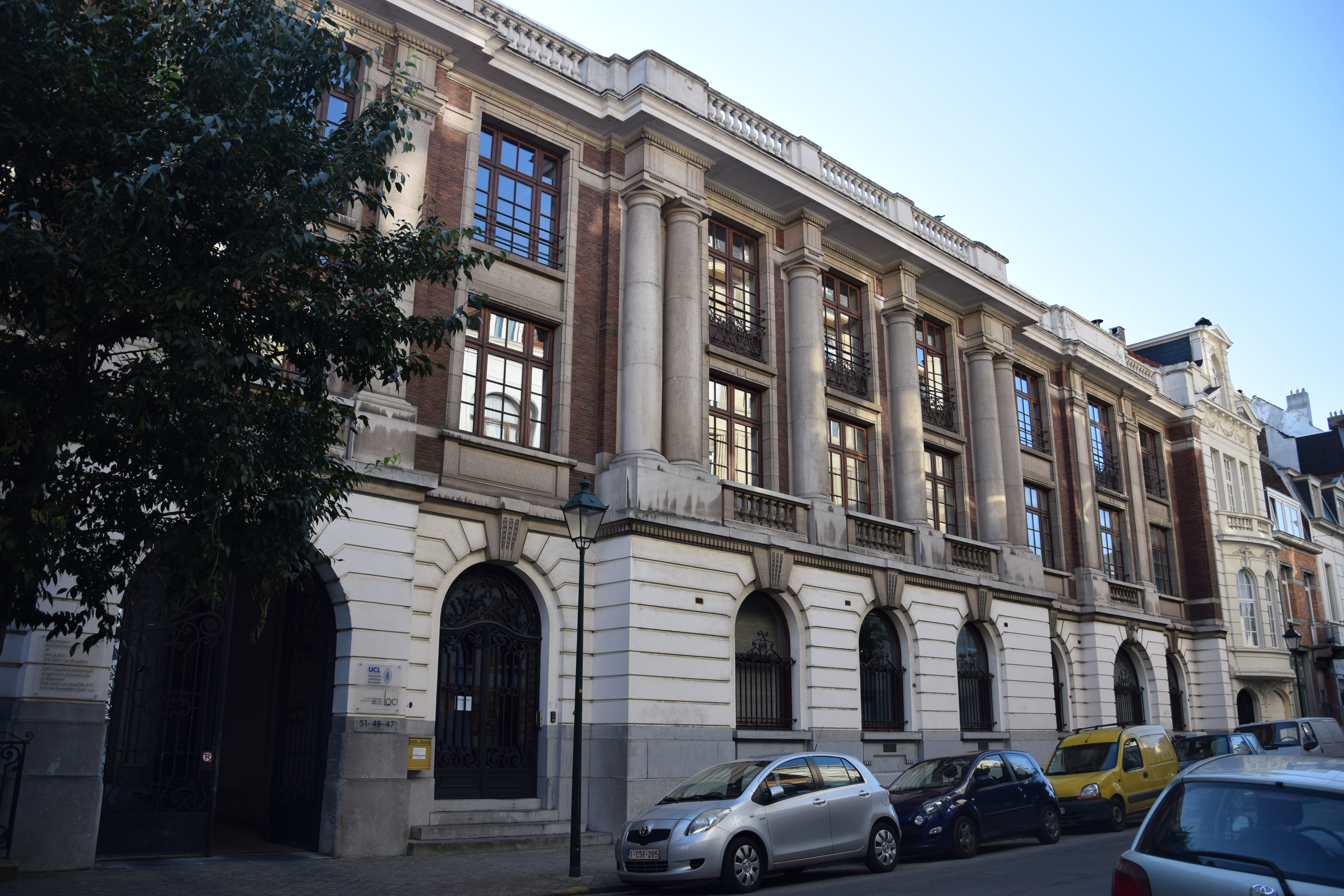
Кампус в Сен-Жиле

В Сен-Жиле расположен кампус брюссельского отделения факультета архитектуры Католического университета Лувена, созданный на базе института Сен-Люка в Брюсселе, поглощённого в 2010 году.

## Кампус в Турне
На базе института Сен-Люка в Турне, поглощённого в 2010 году, создано отделение факультета архитектуры Католического университета Лувена.

## Кампус в Монсе
В 2011 году поглощён университет в Монсе.

## Университетская больница в Намюре
В 2015 году создана университетская больница в Намюре.